# SEAT 1500
El SEAT 1500 fue un modelo de vehículo emparentado con los Fiat 1800/2100 y producido bajo licencia por la empresa española SEAT desde 1963 hasta 1972. Modelo de gran aceptación en las décadas de los 60 y 70, llegó a ser el modelo preferido por los taxistas españoles. Bastantes unidades han subsistido hasta el presente por esta causa, existiendo varios clubes de amigos del SEAT 1500.

## Historia
Presentado en la Feria de Muestras de Barcelona en junio de 1963, comienza su producción en noviembre de ese mismo año. En la gama SEAT sustituye al SEAT 1400 "C" del que difería en mecánica y detalles de presentación. Ambos forman parte, junto a los Fiat 1800/2100 y Fiat 1500L/1800B/2300, del tipo 112 de Fiat.
El proyecto del Fiat "sei posti", decididamente grande y con motores de más de cuatro cilindros se origina en 1954 para sustituir al Fiat 1400/1900 que había sido el primer Fiat con carrocería autoportante y que mantenía aún vigencia por su gran tamaño interior y confort de marcha. Al parecer, fue precisamente el compromiso con SEAT de enviar el equipo de fabricación del nuevo modelo a lo largo de 1957, lo que aceleró el proceso, explicando en parte las importantes diferencias con el 1800 B presentado dos años después.
Pliego de partida
El pliego inicial conocido internamente como Tipo 111 era muy ambicioso, planteándose el uso de un motor de cuatro cilindros para sustituir al Fiat 1400 y otro mayor para sustituir al Fiat 1900 que en un principio sería el dos litros V8 del Fiat 8V (1954-56), descartado según avanza el proyecto por no compartir mecanización con el resto de motores de la marca. Se plantea entonces el uso de un V8 de 2300 centímetros cúbicos procedente de la Ford francesa, similar al del Ford/Simca Vedette dadas las especiales relaciones con Simca, pero finalmente se opta por un único motor, siempre de seis cilindros en línea para sustituir tanto a los 1400 como a los 1900. Diseñado en la propia casa por Dante Giacosa, su construcción modular permitía que su utillaje pudiera utilizarse fácilmente en la producción de futuros cuatro cilindros y que se pudiera producir en múltiples cilindradas. Inicialmente con 1800 y 2100cc (internamente conocidos como motores 112 y 114) y unas potencias de 75 y 82 cv (DIN) daba nombre a la gama, que en sucesivas series iría desde los 86cv del 1800 B hasta los 136cv de los Fiat 2300 Coupé "S".
Paralelamente, como parte del acuerdo de fabricación con SEAT, se desarrolla una variante especial con el motor de cuatro cilindros 101A y el puente delantero procedentes del antiguo Fiat 1400 B Speciale (tipo 101). Esta variante dará lugar al SEAT 1400 "C", sin equivalente en Fiat dado que la casa matriz contaba como berlina de cuatro cilindros y cuatro puertas con el pequeño Fiat 1100 y en breve presentaría el Fiat 1300/1500, tipo 116. Una vez aparecido el nuevo tipo medio 116, se remodeló la gama superior con la segunda serie del 1800 (Fiat 1800 "B"/2300/1500L), que introdujo algunas de las novedades del tipo 116 y particularmente la versión de 1481 cc del nuevo motor 115/116 de cuatro cilindros, diseñado por Aurelio Lampredi como continuador de la saga modular de los seis en línea 112/114.  Hace su aparición primero en la variante especial "Fiat taxi 1500" de 1961 para el servicio público con la potencia reducida a 60 CV (115.043) por motivos fiscales y un año después como Fiat 1500 L (con "L" por Lunga –largo–, para diferenciarlo del Fiat 1500), ya como versión normal de cuatro cilindros del 1800B, con 72 CV que pasarán a 75 al introducirse las mejoras del 1500 C.
Pese a montar el mismo motor que el futuro SEAT 1500, el Fiat 1500 L es un modelo distinto derivado de los 1800 de seis cilindros. Entre otras diferencias comparte con estos la sofisticada suspensión delantera con barras de torsión como resorte y el puente trasero con freno de mano a la rueda distintos de la suspensión delantera con muelles helicoidales o el puente con freno de mano a la transmisión de origen 1400 B de los SEAT 1400 C y 1500.
Planteamientos iniciales
Otros planteamientos iniciales como el empleo de una transmisión automática de serie, fueron desestimados a medida que avanzaba el proyecto por su repercusión el precio del coche, o en el caso de la suspensión hidroneumática por temor a problemas de fiabilidad, eligiéndose en su lugar por primera vez en Fiat una elaborada suspensión delantera por barras de torsión , que reducía la masa no suspendida y dejaba espacio libre para el motor de seis cilindros, manteniendo en el tren posterior una evolución del semicantilever   de origen Cisitalia 202 (1947-1952), ya visto en los 1400/1900.
Al mismo tiempo se abandonaban las líneas pontón al estilo del Fiat/SEAT 1400 o Peugeot 403 que aún se mantenían en los primeros bocetos, en favor de una estética sobria y muy moderna, condicionada por las limitaciones de peso y longitud fijadas en el proyecto, que acabaron derivando en el característico corte abrupto de las aletas delanteras y traseras que volvían hacia dentro, permitiendo que los paragolpes no sobresalieran para contener la longitud. 
La corriente "americana" de diseño italiano
Los sucesivos prototipos fueron obra de Alberti y del propio Giacosa que aprueba las últimas modificaciones realizadas por Pininfarina, dando lugar a la versión de producción -tipo 112- que adopta la línea "americana" de los recientes Lancia Flaminia   (Pininfarina, Turín 1957) y Alfa romeo 2000  (Carrozzería Touring, Milán 1957), muy influenciados por lo que se dio en llamar línea Florida de los prototipos Lancia Florida en la que desaparecía toda referencia a guardabarros, baúl o compartimento motor a favor de una líneas trapezoidales puras con "colas" al estilo americano. Otros ejemplos de la corriente "americana" de diseño italiano para empresas extranjeras fueron los BMC Farina en 1958, o el Peugeot 404 dos años después. En el diseño de Giacosa destacó en particular la versión familiar del 1800  con la misma línea americana armoniosa y ligera que introdujo el concepto de wagon de lujo enfocado al ocio en Europa.

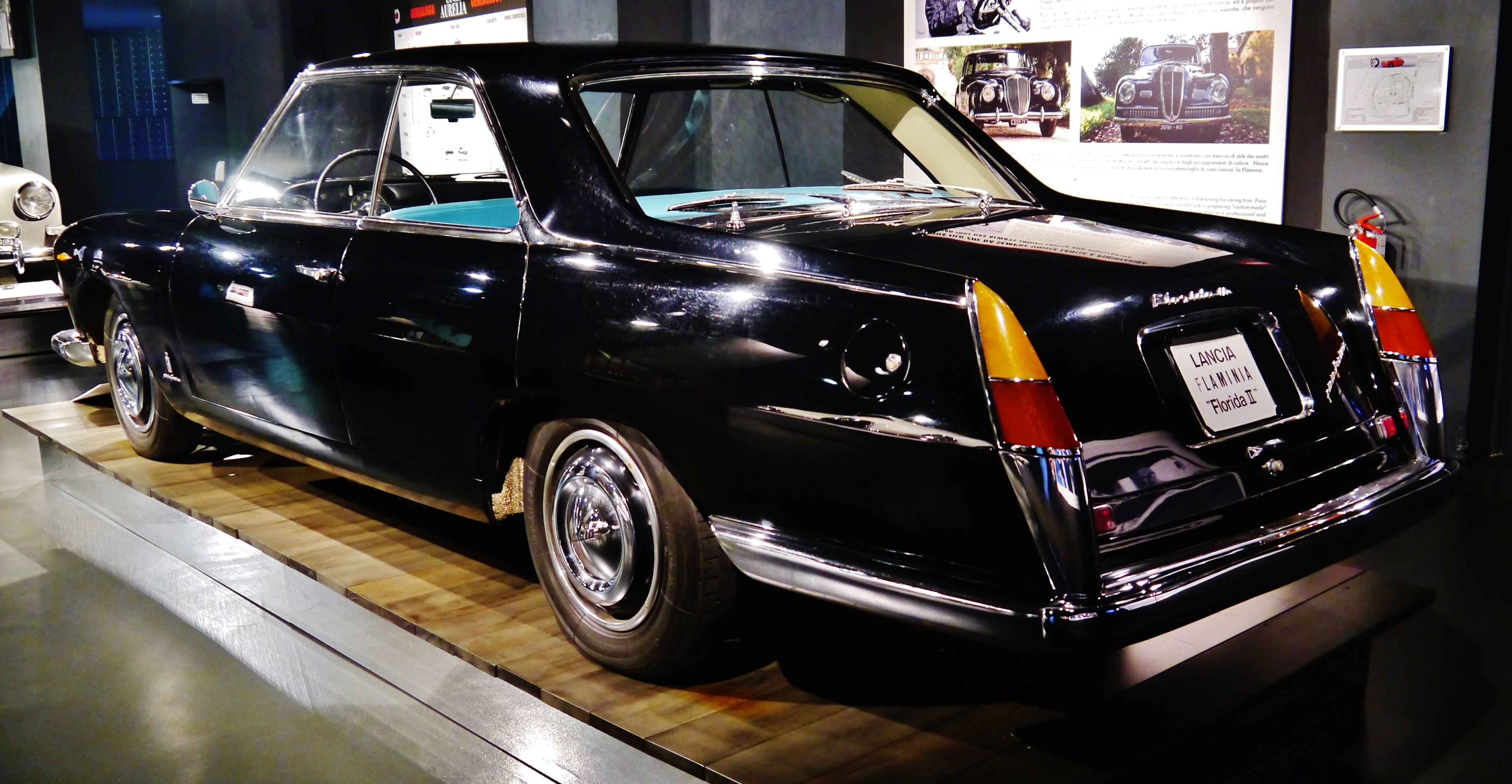
1957 Prototipo Lancia Florida-II
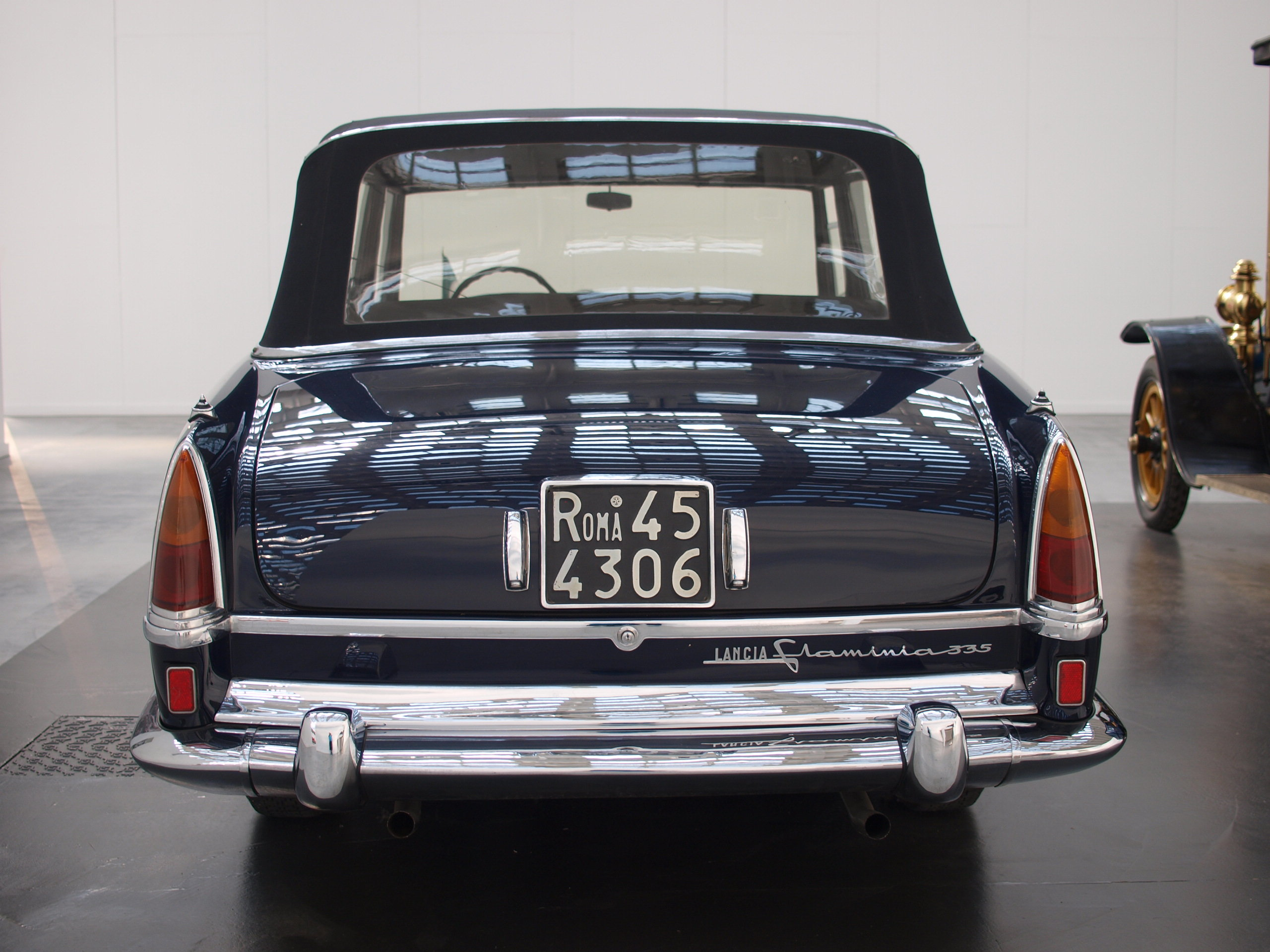
Lancia Flaminia Presidenziale
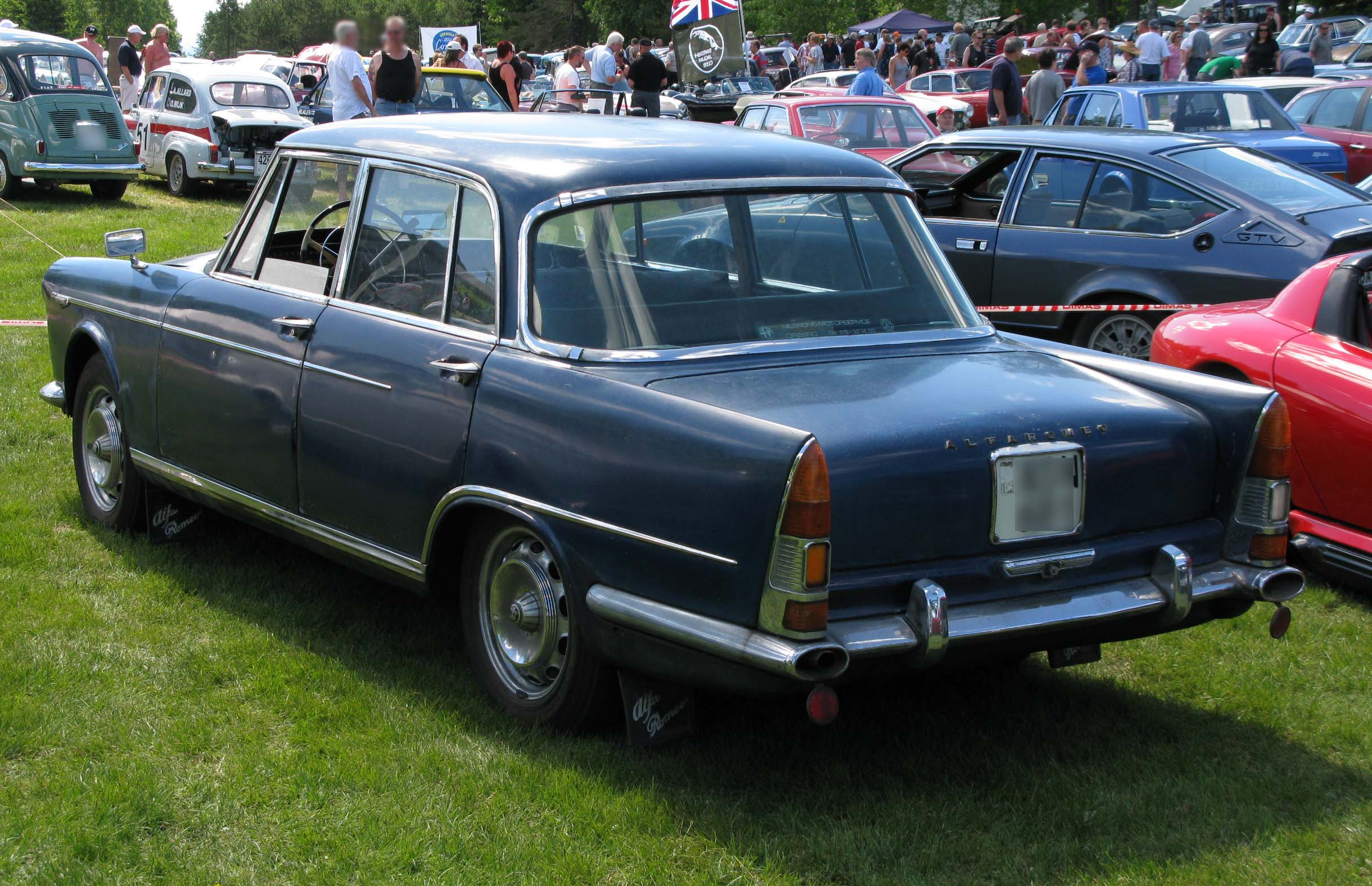
Alfa Romeo 2000
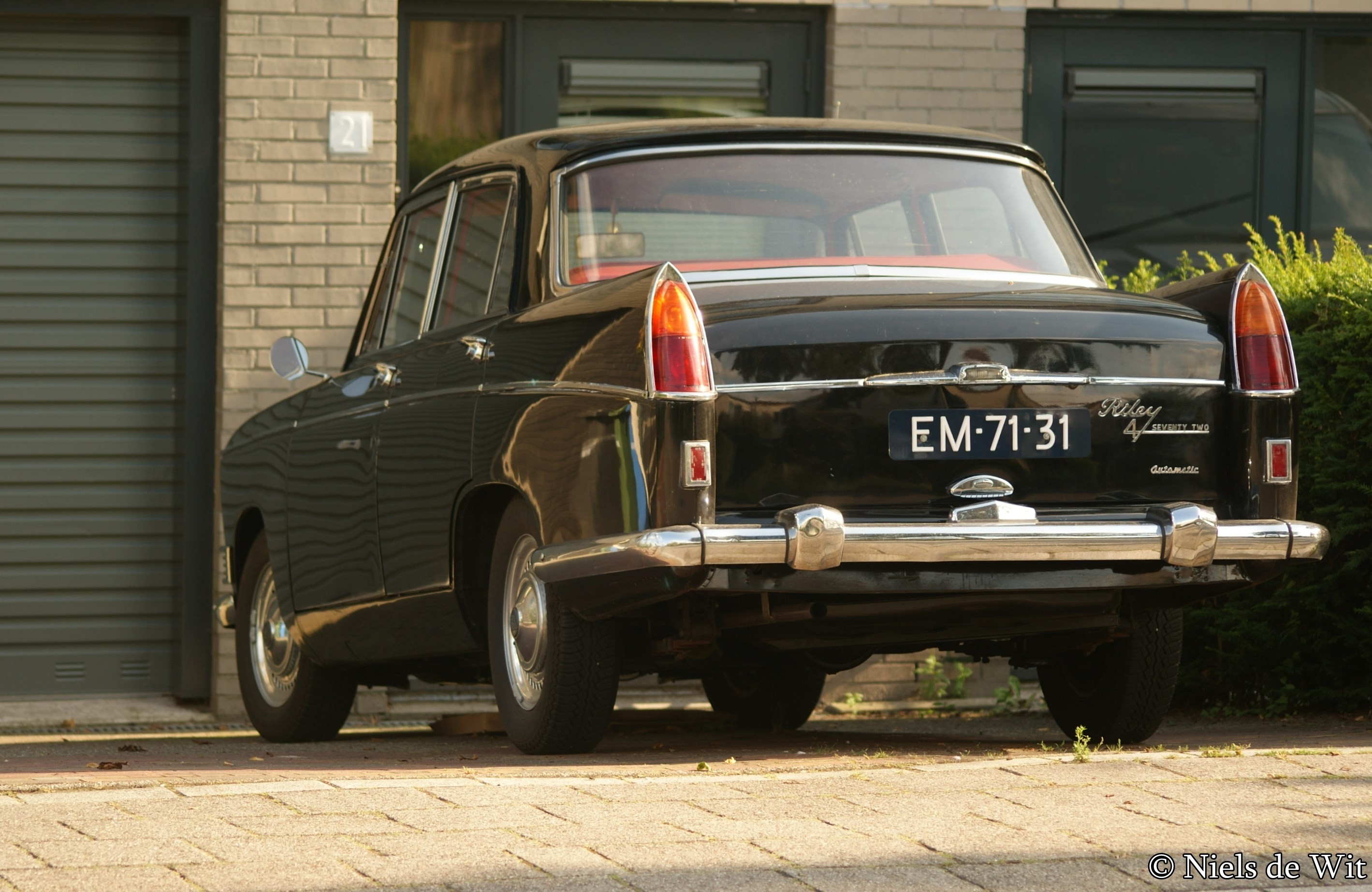
B.M.C A55 (Riley 4-72)
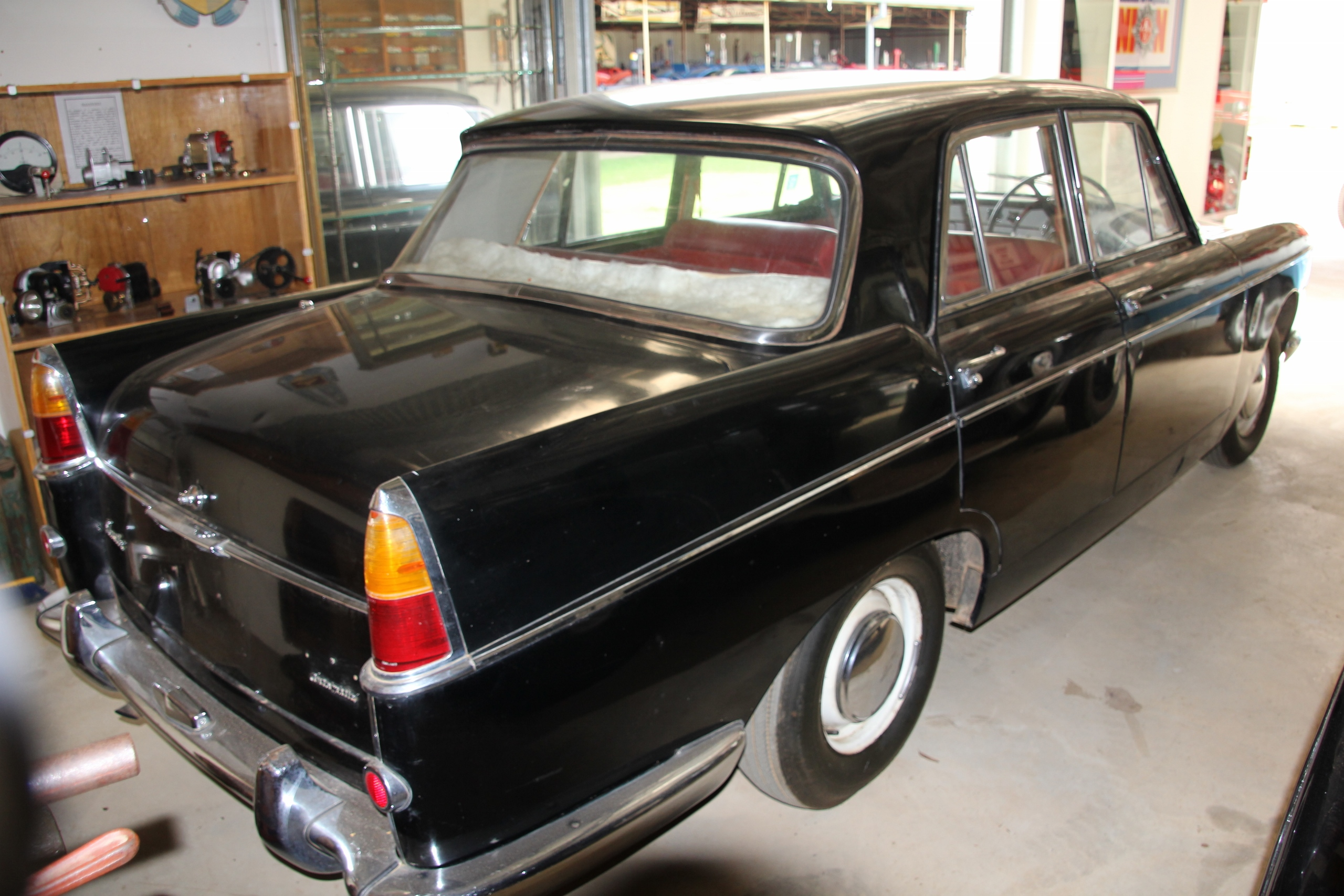
B.M.C A99 (Austin Westminster)
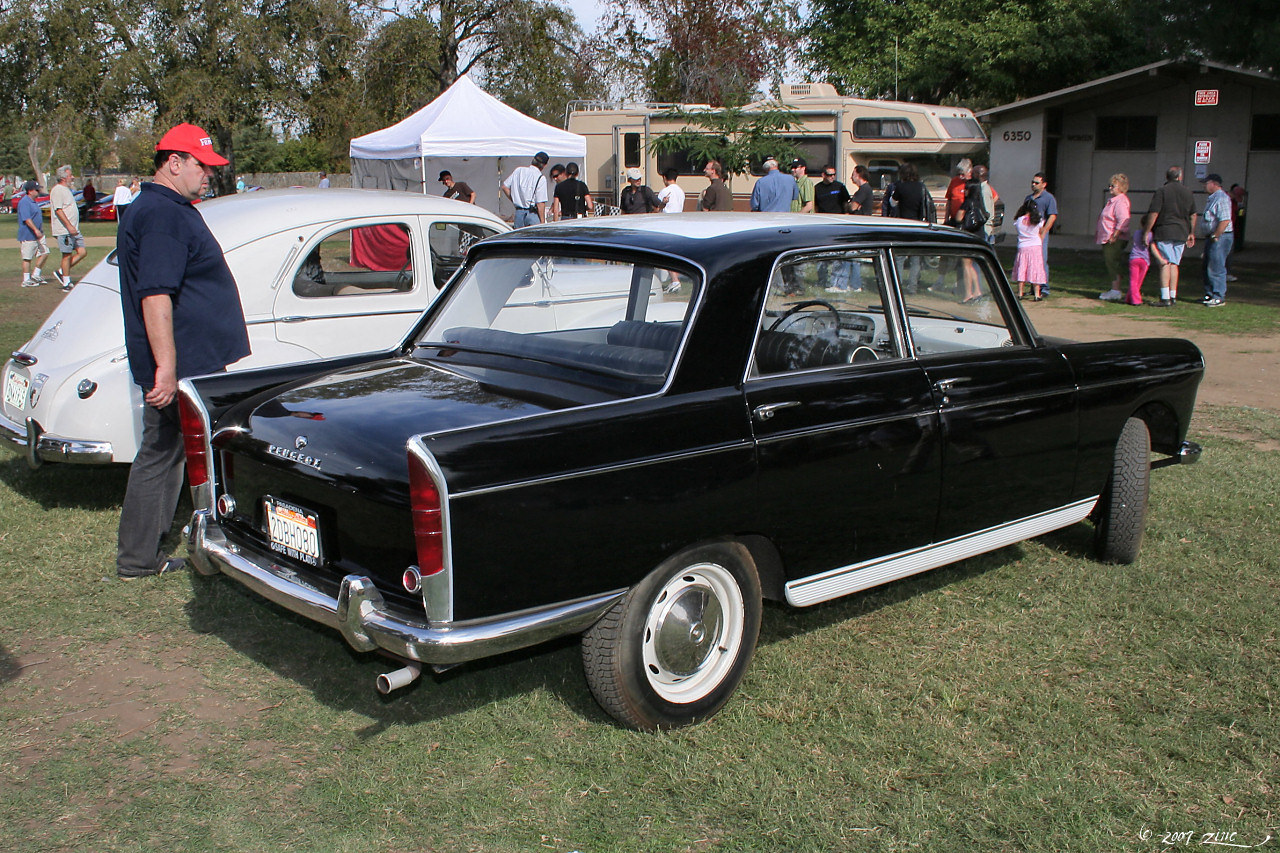
Peugeot 404

Posicionamiento en el mercado
El nuevo modelo recogía el testigo de los seis plazas 1400/1900, aunando porte y refinamiento mecánico con precios competitivos en un modelo de vocación muy internacional. La popularización de las mecánicas de seis cilindros, junto a unos precios que luego bajaron hasta el 1.300.000 liras con la incorporación del motor de cuatro, le permitieron competir en Italia en el segmento superior con modelos elitistas y de ventas marginales como los Alfa Romeo 2000 y 2600 o el Lancia Flaminia que casi doblaban el precio de un Fiat 2100 , pero sobre todo con modelos de importación como el Peugeot 404 y modelos italianos de tipo medio. En mercados exteriores competiría inicialmente con modelos refinados y asequibles al gusto de los ´50 como los Simca Vedette y Arianne, Opel Kapitan o Borgward Isabella, quedando luego eclipsado por modelos de cuatro cilindros y concepto más moderno de marcas como Peugeot o Citroën, o por su propio hermano el súper-ventas Fiat 1300/1500. La producción total se estima en unas 150.000 unidades, de las que solo 30.000 corresponden a la primera serie.

Hubo tres series sin correspondencia directa en SEAT; 

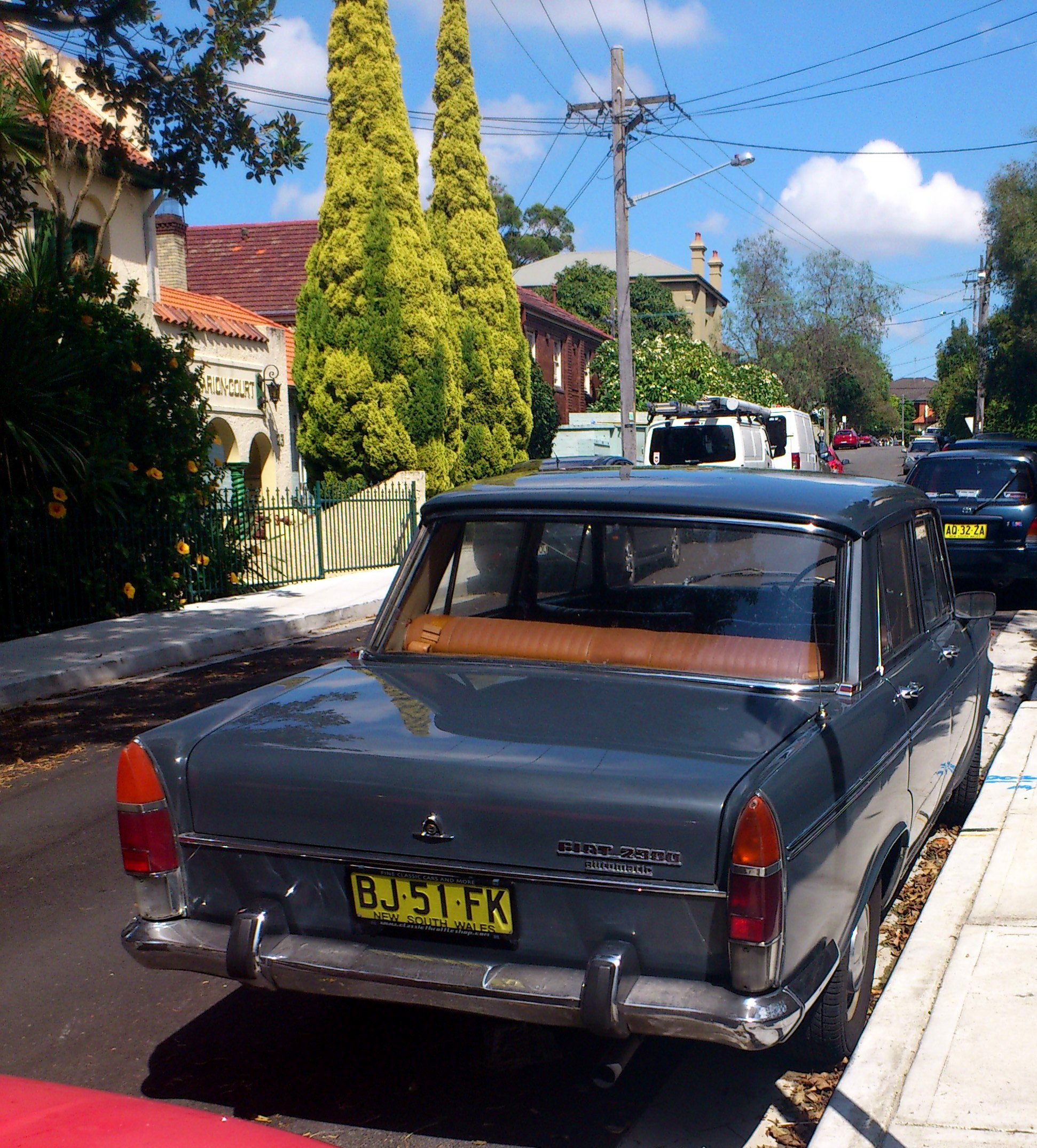
Un Fiat 2300 Lusso automatic en Australia

- Serie inicial 59-61, tipo 112. 1800/2100  1800 y 2100 sedán, 1800 y 2100 Giardinetta –familiar– y 2100 Berlina Speciale –versión de lujo con la batalla alargada en 16 cm y frontal de cuatro faros fabricado por la propia Fiat Carrozzerie Special –. Por su parte Francis Lombardi ofrece el President  –para jefes de Estado y el Vaticano–. Es la más similar al SEAT 1500 aunque no igual puesto que el modelo se desarrolló sobre la variante propia iniciada con el 1400 C. Los detalles de equipamiento de los SEAT también proceden de esta primera serie con refinamientos como el ventilador a la luneta trasera, los asientos delanteros tipo avión con bandeja corrida o las luces de cortesía traseras, aunque otras como el techo practicable no se ofrecen en España. El 2100 Speciale cuenta con un frontal de cuatro faros distinto del adoptado luego por SEAT, abundantes cromados y finalmente las opciones de una transmisión semiautomática con embrague centrífugo "Saxomat" o sobremarcha (esto solo para el 2100).

- Segunda serie 61-63 ( tipo 112a). Conocidos como 1500L/1800B/2300  sedán, Familiare, 2300 Berlina Speciale –con la batalla alargada en 8 cm e inicialmente con el frontal del 2100 Speciale que luego se unifica con el del 2300 berlina– junto a los President de Lombardi  y al 2300 Coupé fabricado por Pininfarina . El 2300 estrena el motor de 2300 cc y 105 CV (motor 114B) y el 1800 que aumenta además su potencia a 86 CV (motor 112B). Incorporan algunas de las novedades de su hermano pequeño el Fiat 1300/1500 unificando ciertos componentes -como el frontal "bifaro" para el 2300 que años después adoptará el 1500 de SEAT-, y abandonando la suspensión trasera en semicantilever a favor de una suspensión convencional por ballestas semielípticas que hace ganar espacio en el maletero -cuyo fondo baja 12 cm en los familiares-, manteniéndose la suspensión delantera por brazos de torsión. Los frenos pasan a ser de disco con servo -que es más potente en el 2300 con acumulador de vacío-, modificaciones en la dirección. Interiores con nuevo salpicadero con bocas de aire laterales y reubicación de interruptores, asientos nuevos en tela y distintos en 1800 y 2300. Se mantienen las opciones del Saxomat y el overdrive. El 2300 Speciale mantiene su frontal diferenciado contando además con asientos individuales, e incluso elevalunas eléctricos en opción.

- Tercera serie 63-68 ( tipo 114b), 1500L/1800B/2300 Lusso/De Luxe sedán, junto a carrocerías Familiare y Coupé, manteniéndose el President de Lombardi en versiones sedan cerrada y Presidentiale Landaulet abierta . Desaparece la versión de batalla larga y en muchos mercados el 1800 ante el empuje del 1500L. El 2300 Lusso se diferencia aún más del 1800 ocupando el lugar del desaparecido Speciale para lo que incorpora el reestyling trasero que luego se vería en los "maleta cuadrada" de SEAT. Todos montan eje de dirección y articulaciones libres de mantenimiento, alternador, frenos con doble circuito y servofreno.  En el interior los asientos delanteros pasan a ser independientes, el desempañado de la luneta trasera se hace por resistencia térmica y se montan pilotos de advertencia de apertura de puertas. Las potencias evolucionan hasta los 136 CV en los cupés (motor 114B 06) y las opciones se modernizan manteniéndose el overdrive y ofreciéndose a partir de 1966 una transmisión totalmente automática de tres velocidades en lugar del Saxomat, la servodirección o el aire acondicionado.

## El 1500 de SEAT
A finales de los años 50, la gama de berlinas Fiat cuenta con el eterno Fiat 1100 como pequeña berlina de cuatro puertas y cuatro plazas y con el reciente Fiat 1800/2100 en la categoría de los 6 plazas, al tiempo que ultima el desarrollo del Fiat 1300/1500 de 5 plazas para la nueva clase media donde hasta entonces no había estado presente. En la España del final de la posguerra sin embargo, un mercado aún muy inmaduro no justificaba la coexistencia de distintas carrocerías y de hecho cualquier berlina de cuatro puertas era aún vista como vehículo de lujo o para uso profesional. Sin autonomía técnica para seguir produciendo el 1400 al depender aún de elementos importados de Italia y con el futuro Fiat 1500 en fase de diseño, se encarga a Fiat desarrollar una variante de cuatro cilindros del nuevo 1800/2100 como sustituto del SEAT 1400, que utilizase la mayor cantidad posible de elementos ya en producción en la factoría de Barcelona u otros específicos menos costosos para evitar encarecer el coche innecesariamente frente a su antecesor, respondiendo así a la demanda del mercado español. El nuevo modelo utilizaría el conjunto delantero del 1400 B Especial -motor, caja de cambios y puente delantero- mientras que otros elementos eran específicos de la variante: el puente trasero heredaba el freno de mano a la transmisión del 1400 B y era una versión simplificada del 1800 original que lo montaba ya en los tambores traseros, igualmente los reenvíos de la caja de cambios y la dirección completa eran distintos de la de los Fiat de seis cilindros. Junto a las diferencias mecánicas también se eliminaron algunos detalles de equipamiento -como el famoso reloj electro-mecánico cuyo lugar ocupaba la caña de la dirección más alta que en los Fiat- y se simplificaron las opciones, siendo el coche presentado como SEAT 1400 C en 1960..
A semejanza de Fiat con el 1500 L un año antes, SEAT incorporó en 1963 la mecánica del nuevo Fiat 1500 a su propia variante, lo que junto con una discreta serie de mejoras supuso el cambio de denominación a "SEAT 1500" en alusión a la nueva mecánica pero sin la "L", puesto que no existía en el mercado español un equivalente del Fiat 1300/1500 del que tuviera que diferenciarse. 

### Vista general
El nuevo motor de 1481 cc y 72 CV (DIN), era apenas inferior en potencia al primer 1800 de seis cilindros, de modo que en el momento de su presentación supuso un avance frente al Seat 1400 C, moviendo el coche con cierta dignidad. Del mismo modo que el 1400 nunca contó en España con las mecánicas más potentes del 1900, el comprador tipo de un 1500 ni se planteaba el rendimiento de sus primos italianos, por otra parte totalmente "exóticos" en la España de la autarquía. Tanto el gasolina Fiat, con la potencia luego elevada a 75 CV (DIN), como los diésel Mercedes-Benz, eran en su día motores de alto rendimiento, aunque todos de cuatro cilindros y de potencias discretas. Junto a éstos, se adaptaron a posteriori motores diésel de diversos orígenes con desiguales resultados.
Las transformaciones a diésel de vehículos comprados con mecánica de gasolina fueron habituales en vehículos destinados principalmente al mercado del taxi urbano y rural. Para su adaptación se desarrolló toda una industria sobre mecánicas Barreiros (C24, C34, C60 y a título particular algún C65), Perkins (4/99 y 4/108) y Matacás (904 y 904 B), siendo habitual en los años 70 completar la transformación con una caja de 5 velocidades y mando en el suelo de procedencia SEAT 132. Finalmente, tras el acuerdo con Cispalsa -después llamada Mevosa-, filial de Mercedes en España , pasaron a ofrecerse de fábrica los SEAT 1800 D y 2000 D con los motores diésel OM 636 y OM 615 de Mercedes-Benz construidos en la planta de la sociedad en Barcelona Elizalde, donde se montaban en bastidores llegados desde la Zona Franca, para una vez montada la mecánica volverse a integrar en la cadena de montaje de SEAT.

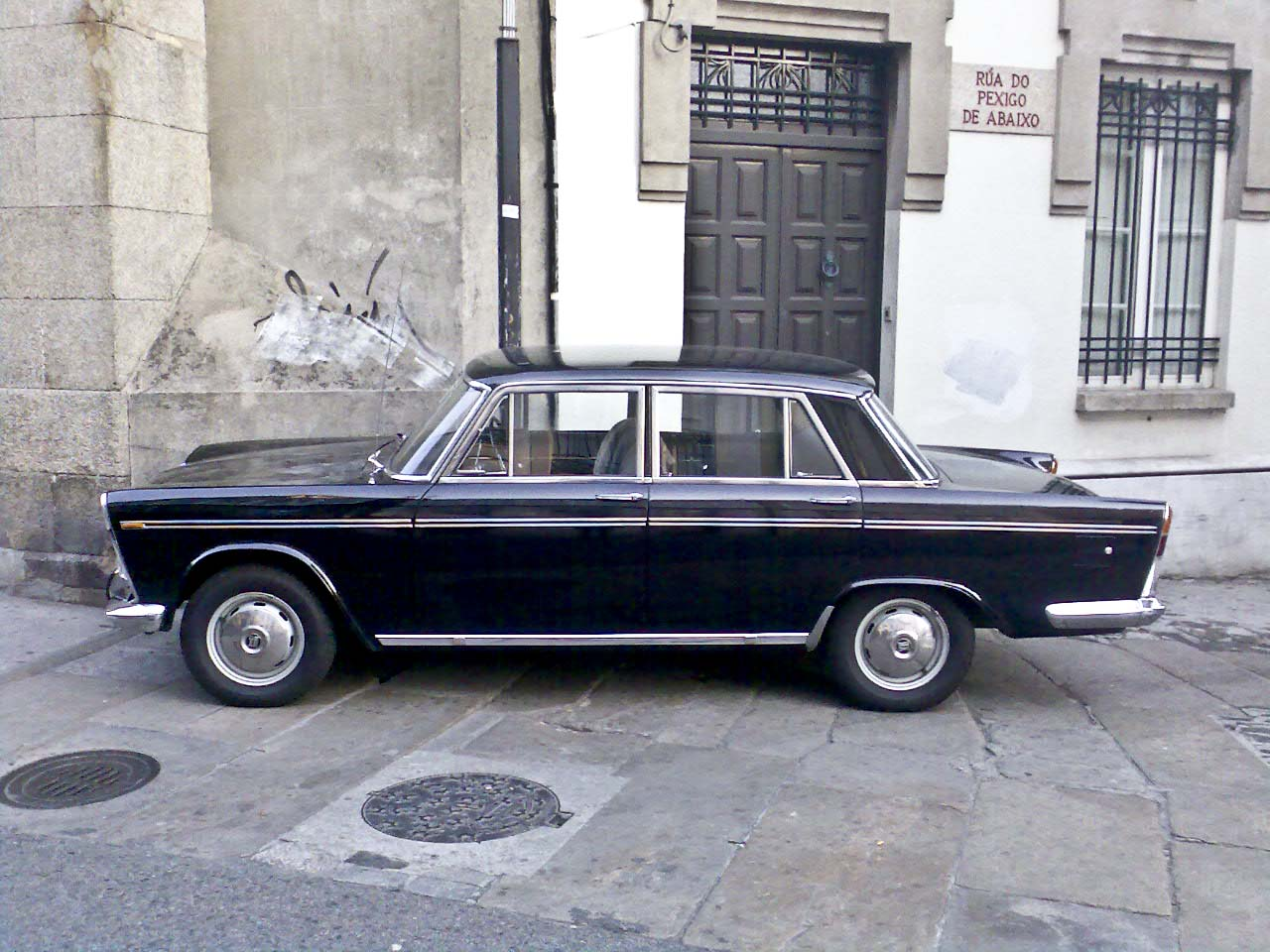
Seat 1500 bifaro, vehículo por excelencia de la administración del estado y las clases pudientes de final de los ´60

La relativa modestia de sus mecánicas, con unas aceleraciones y recuperaciones pobres incluso para su época , junto a la falta de refinamiento de su chasis hacían que sus atractivos fueran siempre la robustez de sus soluciones mecánicas, evolución del 1400, y el espacio y confort que sus seis asientos eran capaces de proporcionar, sin olvidar que su éxito también se basaba en la limitada oferta del mercado español de entonces. De hecho, y hasta el Dodge Dart, no se fabricaban coches en el país que pudieran suponer una competencia directa con el 1500, mientras que los precios y la disponibilidad de los vehículos importados sujetos a aranceles y cupos no eran comparables. Por otra parte fueron junto con los 600, los primeros vehículos que exportó SEAT, con un pedido de ambulancias para Colombia. A pesar de sus carencias, su porte imponente, un habitáculo espacioso y elegante y detalles como los neumáticos de banda blanca en las primeras versiones, o las aletas prominentes que emulaban a los vehículos estadounidenses, pronto lo convirtieron en objeto de deseo para el español medio, que en la mayoría de los casos optaba como máximo a un SEAT 600.

## Evolución
SEAT se anunciaba sin rubor como "el coche español", lo que desde la perspectiva de la época era cierto, puesto que como empresa nacional perteneciente al INI, la política se decidía desde la dirección de la empresa en Madrid, siendo Fiat el socio tecnológico con el que se negociaba su desarrollo a cambio de royalties y ocasionalmente del empleo de la planta de Barcelona para la producción de componentes para Fiat. Cada modelo empezaba teniendo un alto componente de piezas importadas de Italia para ir "nacionalizándose" según se iban incorporando cada vez más piezas de producción nacional, lo que favorecía que aumentase la producción y al mismo tiempo bajase el precio de venta al público sobre las series iniciales. En ese momento con un parque móvil muy diezmado, los futuros compradores pagaban por adelantado una cantidad -25.000 pesetas en el caso del 1500- para "reservar" su unidad. De hecho los primeros 1500 entregados correspondieron a reservas de 1400 C.
Esta situación explica la evolución no siempre paralela de los primeros SEAT y sus primos Fiat. Si ya en el proceso de desarrollo del nuevo tipo 112, se diseñó la variante específica para ser montada en España por SEAT, la aparición del 1500 supuso la incorporación del nuevo motor disponible pero manteniendo siempre las diferencias con sus primos italianos tanto de la primera serie 1800/2100 como de la remozada 1800B/2300/1500L.
En su lugar SEAT evolucionaba su propia variante con soluciones autóctonas, a menudo procedentes de la industria auxiliar española. Así sucedía con los textos de las grafías en castellano -incluyendo el anagrama Milquinientos en la guantera similar a los logos milletrecento y millecinquecento- de los nuevos Fiat 1300/1500, o con la incorporación de los frenos de disco, las mejoras en la caja de cambios o en la dirección, el colector de salidas independientes del motor potenciado, o la incorporación de mecánicas inéditas en Fiat como los motores diésel de origen Mercedes. Por otra parte su implantación en el mercado no se correspondió en absoluto con la de la elitista berlina italiana, con unas cifras de producción total muy cercanas pese a haberse comercializado casi en exclusiva en el pequeño mercado español de la época. Esta situación revirtió con la presentación del SEAT 124 y SEAT 1430 iniciadores de una nueva época y ya parejos a sus primos Fiat 124 y 124 Special, pese a lo que el 1500 se mantuvo en producción años después del cese del 1800 B/2300.

### Primera serie

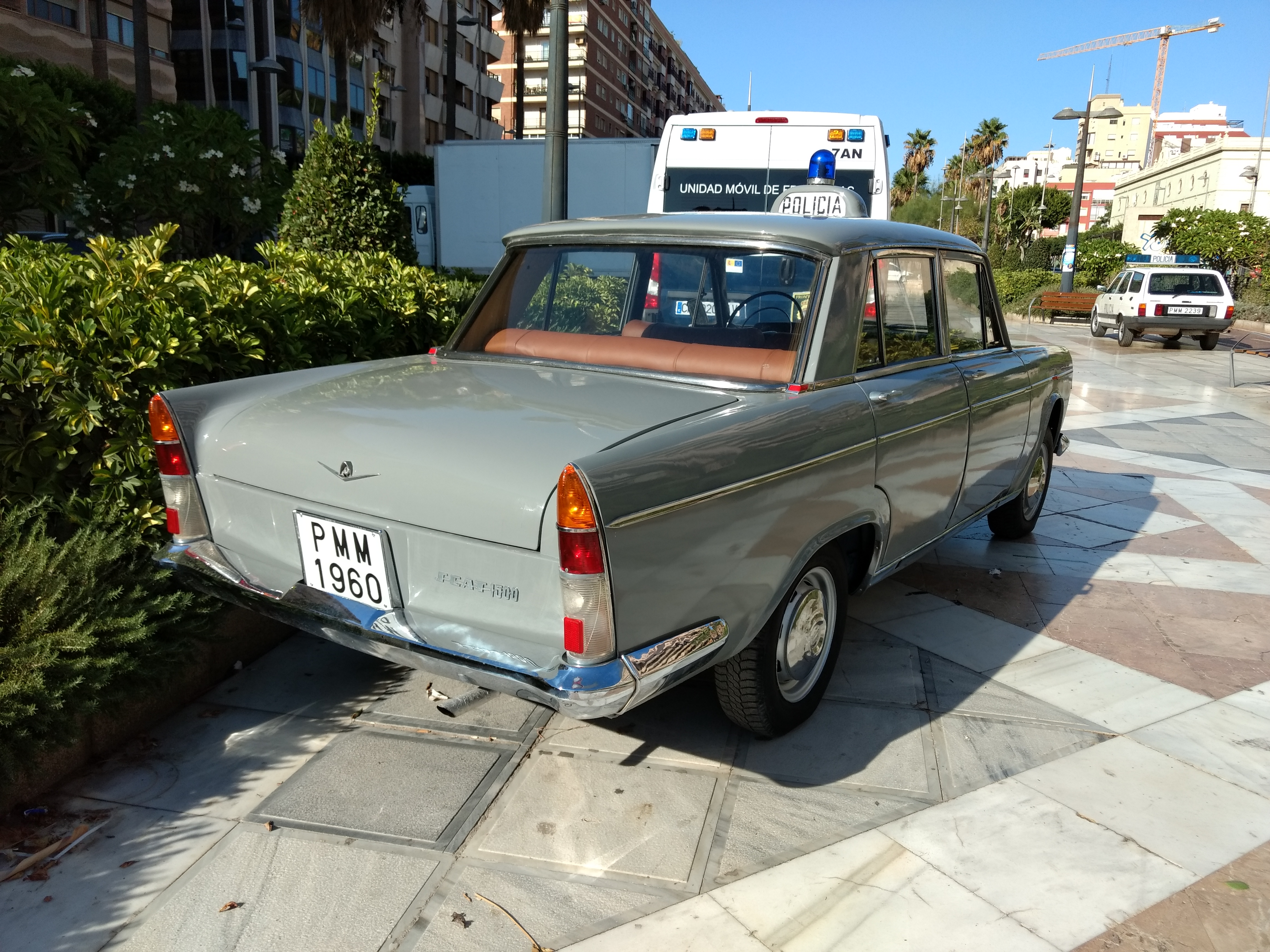

Serie inicial que complementa a los 1400 C y versiones comerciales del 1400 B hasta el verano de 1964 en el que ambos desaparecen. En el primer año de producción el 1500 apenas alcanza las 1.220 berlinas y 32 familiares frente a las 9.704 y 676 del 1400 C, superando a su hermano ya en 1964 con unas cifras totales de 8.297 y 6.372 respectivamente.
Mecánicamente la adaptación del motor de 1481 c.c. a la variante de SEAT del tipo 112 supuso la incorporación de soportes en la cuna del puente para alzar el nuevo motor -más compacto pese su larga cota de carrera comparado con el motor "cuadrado" del 1400- y pasar a utilizar la caja de cambios del Fiat 1300/1500. Por otra parte se mantienen elementos característicos de los 1800/2100 de primera serie como la suspensión trasera por muelles helicoidales y ballestines de empuje y reacción en lugar de las ballestas semielípticas de los 1800 B/2300 y otros propios del 1400 C como el freno de mano a la transmisión.
Los primerísimos ejemplares montan aún motores y cajas de cambios traídos de Italia y los interiores de origen Fiat 1800/2100 -salpicadero en plástico rígido con guarnecidos del pilar delantero específicos y paneles de puertas bicolor a juego con la tapicería con chapa vista continuando la línea del salpicadero que habían llevado los SEAT 1400 C-, así como los tambores de frenos de estos. Exteriormente el frontal de los Fiat 1800 /2100 A  que seguían montando los 1400 ] se modifica mediante la incorporación de una parrilla de ocho láminas horizontales específica que montarían todas las series de monofaro. Se presenta con indicadores de dirección circulares de inspiración Lancia Flaminia  , sustituidos inmediatamente por los indicadores de posición/dirección con tulipa doble de los 1400 C.
A medida que aumenta la producción se van adoptando modificaciones de origen Fiat 1800 B como los limpiaparabrisas cruzados uno sobre el otro en lugar de los enfrentados de los Fiat 1800 A y SEAT 1400 C o de la industria auxiliar española como la incorporación de un servofreno Urra-Bendix y tambores de frenos aleteados.
El interior llevaba el velocímetro graduado hasta los 160 km/h en decenas pares en lugar de en decenas impares hasta los 150 km/h como su antecesor y algunas modificaciones como el testigo del estárter e indicadores de dirección azules así como el anagrama Milquinientos en la tapa de la guantera  

### Segunda serie

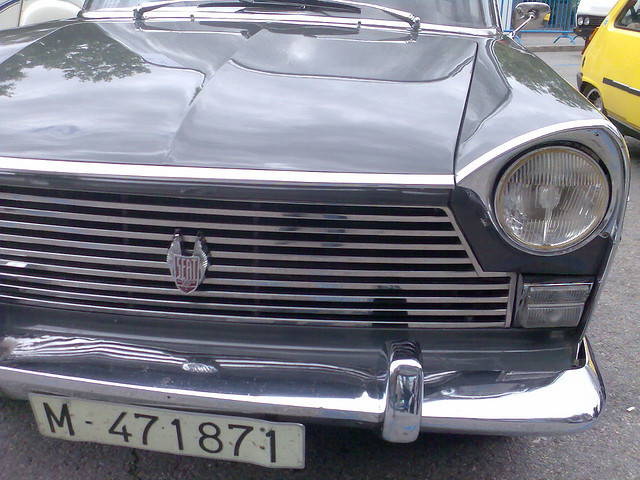

Evolución constante del monofaro una vez desaparecido el 1400 C según la producción incorpora componentes de la industria nacional. De modo análogo a los antiguos modelos "utilitario" y "lujo" del 1400 C, la gama 1500 se desdobla en modelos "normal" -sin radio, sin embellecedor lateral, paneles puertas en tela monocolor y pintura exterior en color gris luna- y  "lujo" ofrecidos desde 1964 por 134.000 y 139.000 pesetas respectivamente . Se mantiene el frontal de 8 láminas horizontales en ambas versiones mientras que los paragolpes delanteros pierden las bananas metálicas en la versión normal y las llantas son nuevas con tapacubos específicos.. Interiormente el color de los indicadores de dirección del cuadro cambia a color verde y los paneles de las puertas, similares a los del 1800 B incorporan nuevos apoyabrazos-asideros y diseño en paño bicolor a juego con los asientos en las versiones lujo. Mecánicamente los tambores pasan a estar estriados transversalmente y se incorpora una nueva caja de reenvío.
En 1965 se completa el proceso de nacionalización incrementándose notablemente la producción e incorporación de elementos procedentes tanto de la evolución de los modelos Fiat como de diseño nacional. 
En 1966 se reduce el precio de venta y la producción del modelo alcanza su máxima producción con casi 27.000 unidades producidas.
En esta serie las cifras de ventas justifican la aparición de un tímido mercado de accesorios de postventa de marcas como Paulino Moreno -protecciones de goma para paragolpes, tapacubos, etc-.

### Tercera serie

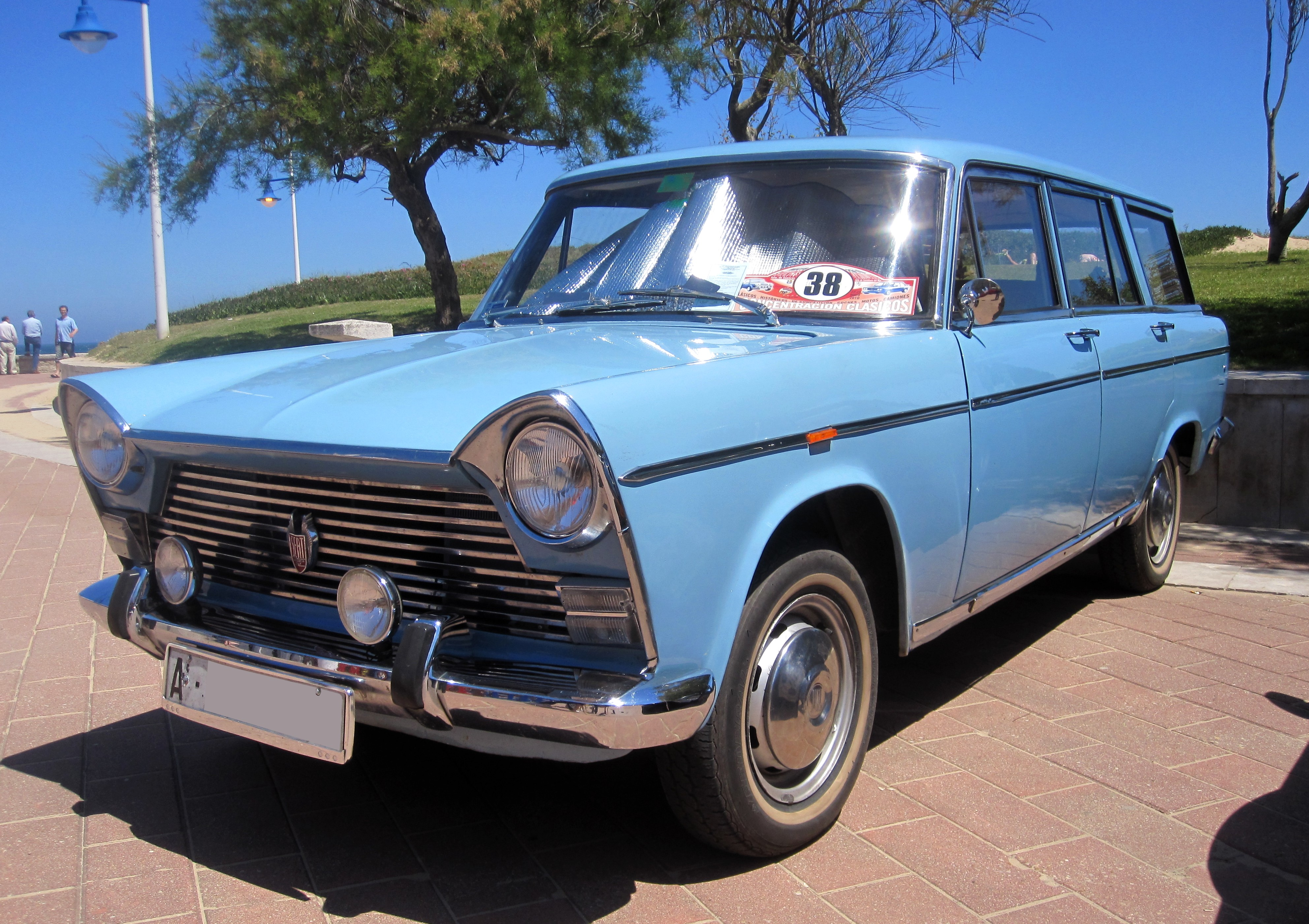
Seat 1500 modelo ´68 Familiar

Presentada en septiembre de 1967 como modelo 1968, incorporaba una serie de mejoras que fueron conocidas como “modelo ‘68”  afectaron a la dirección –modificada por ZF y fabricada por IMENASA– que pasa a articular el tornillo sobre bolas y el rodillo sobre un rodamiento de agujas, anunciándose una reducción del esfuerzo en un 40%  y al cambio, suavizando notablemente su aspereza con la palanca de mando del cambio de velocidades que pasa a transmitir el movimiento mediante un tirante lateral paralelo a la columna de dirección y no con un tubo concéntrico como en la segunda serie. Se incorporan frenos de disco a las cuatro ruedas con modificación de las llantas, que pasaron de fijarse con cuatro espárragos (tambor) a cinco tornillos más dos centradores (disco). 
En el interior, unificado en una sola versión desaparece la radio de serie de la antigua versión lujo ofrecida ahora como extra, situándose el precio en las 136.000 pesetas a medio camino entre las dos antiguas versiones. Los paneles de puerta en paño a juego con la carrocería son similares inicialmente a los de la versión lujo de la serie anterior  y en material plástico como los del modelo 69 en las últimas unidades pero sin bolsas portamapas en las puertas traseras. La manilla de apertura y seguro se coloca en posición vertical mientras que los ceniceros pasan a situarse en la parte superior de las puertas en lugar de en los respaldos de los asientos delanteros. Exteriormente son reconocibles por montar "bananas" con topes de goma en ambos paragolpes en lugar de las metálicas en el delantero de la serie anterior y por el color naranja de los pilotos indicadores de dirección traseros. Desaparece el refuerzo del capó delantero. En esta serie aparece el SEAT 1800 diésel con el motor OM636 , comercializado a través de las redes de Seat y de Mercedes Benz que incorpora toda una serie de modificaciones para adaptarlo a la nueva motorización, como un grupo más largo, embrague específico con la primera sección del árbol de transmisión más corta dado el mayor tamaño del motor, batería de 66 AH, radiador de menores dimensiones e interior con mando tirador para el precalentamiento e indicación "combustible" en lugar de "gasolina" en el cuadro de instrumentos.

### Bifaro
En 1968 se presentó el "modelo ´69" popularmente denominado “bifaro”  con las variaciones de la carrocería del Fiat 2300 del ´61 y detalles específicos de SEAT como la parrilla de láminas verticales . 

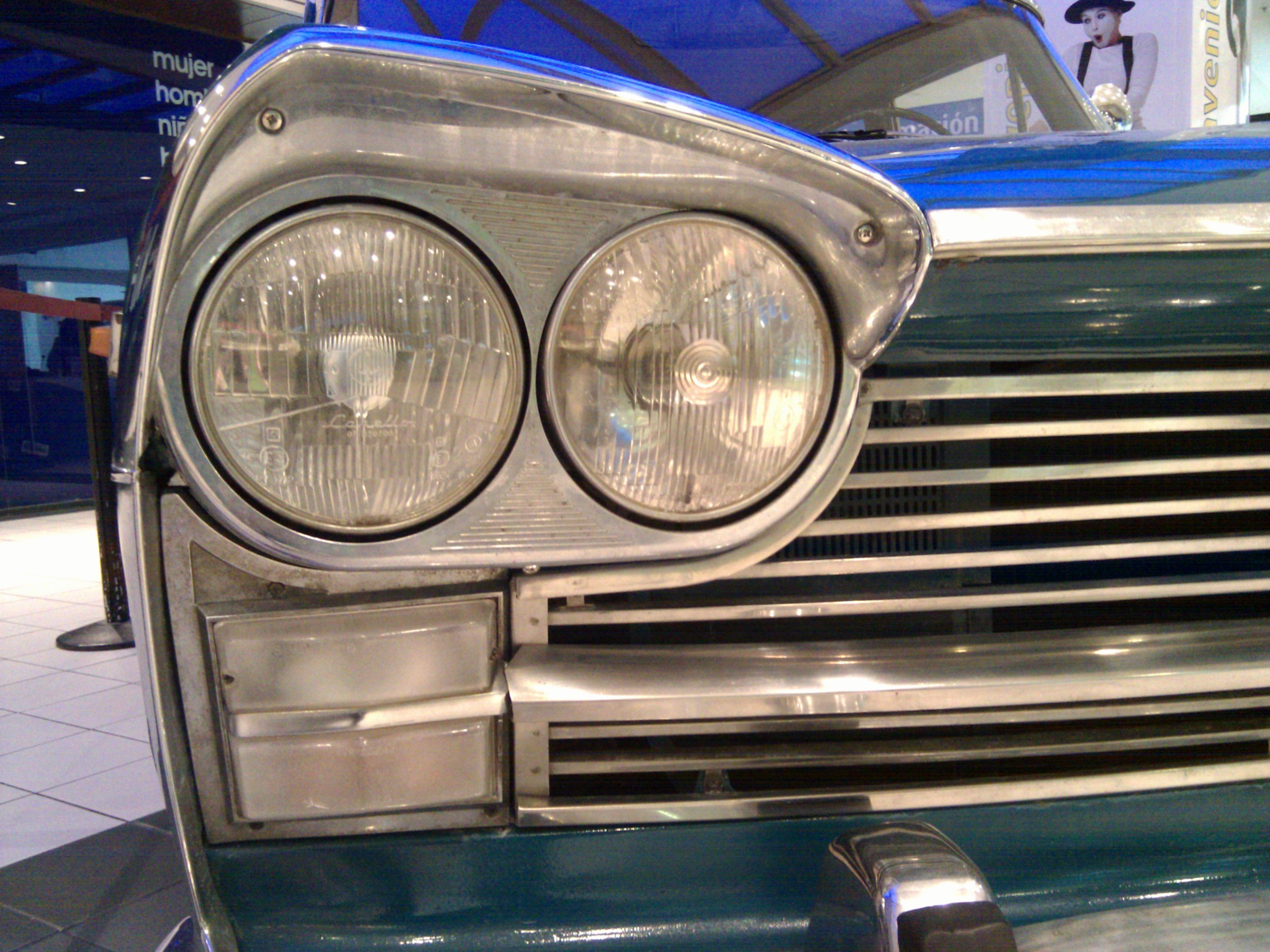
SEAT 1500 bifaro.

Cambió el frontal desde el parabrisas, las aletas, el capó (más estrecho), la parrilla siempre con láminas horizontales que mantiene inicialemte el logotipo alado sustituido posteriormente  por un nuevo logotipo circular, las ópticas y sus contornos cromados, la tulipa de las luces de posición e indicadores de dirección delanteros ahora con tira de aluminio, el montante superior donde bascula el capó, y apareció un adorno en forma de flecha, coincidiendo con la doble barra lateral más fina, en lugar de la única gruesa del monofaro. También cambiaron los anagramas traseros y delanteros.
No se incorporó sin embargo el salpicadero de la segunda serie de 1800 B/2300 con bocas de aireación redondas, repisa inferior y guantera grande  aunque esto último curiosamente se llegó a anunciar, sino que se utilizó original procedente del 1800 B recubierto de plástico en imitación madera, desapareciendo la inscripción “Milquinientos” de la tapa de la guantera. 
El resto del interior en cambio procede directamente de la última serie de Fiat. Para aumentar el espacio de las plazas posteriores se toman los asientos rediseñados del 2300 lusso tapizados en "nappel" a juego con los paneles de puerta que abandonan del diseño bicolor con resalte trapezoidal de los anteriores en favor de un paño liso, con lámina cromada en la parte superior y portamapas y parte inferior en plástico del mismo color. 
Se incorpora alternador "Femsa"  en lugar de dinamo dando lugar al cambio de la denominación del indicador de la instrumentación de "dinamo" a "generador". La única diferencia mecánica con respecto al de 1968 es la adopción de un colector de escape de salidas independientes en el motor de gasolina que junto con un aumento de la relación de compresión hasta 9:1 y un nuevo árbol de levas aumentaba la potencia hasta los 75 cv, manteniéndose la versión SEAT 1800 diésel con el motor OM636 .

### Maleta cuadrada
En 1971 coincidiendo con la presentación del Seat 2000 diésel se introducen los cambios en la carrocería conocidos como "maleta cuadrada", canto del cisne del SEAT 1500 que pasa a montar las modificaciones exteriores del 2300 Lusso (1963-68), junto a leves detalles cosméticos de SEAT. 

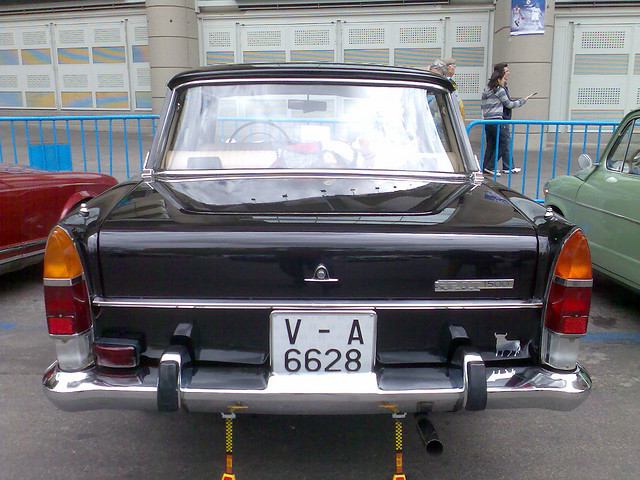
SEAT 1500 última serie.

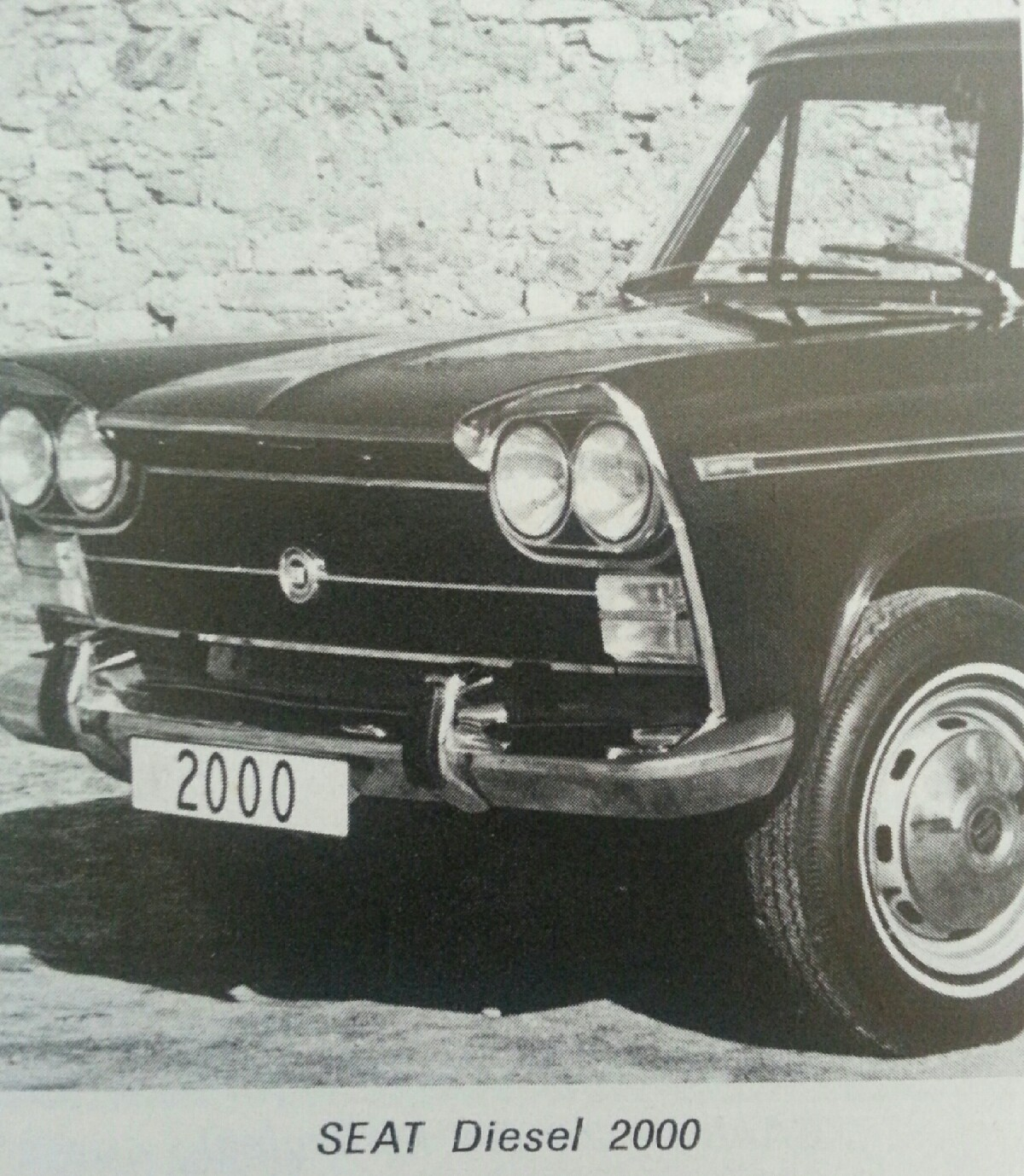

Presentaba diferencias estéticas en el borde del maletero que aumentaba su capacidad y robustez, nuevos logotipos en letra cuadrada similares a los de los Fiat/SEAT del momento y en las luces posteriores, siendo además común utilizar matrículas alargadas para darle un aire más moderno pese a que el soporte y el paragolpes posterior mantenían la forma cuadrada. Además se modernizaba con una parrilla delantera en nido de abeja de color negro mate y unos extractores de aire en el montante trasero similares a los del SEAT 124 y unos apoyabrazos más grandes decorados con una tira cromada. El esquema eléctrico corresponde también al de la tercera serie de Fiat, siendo terminales y fusibles del tipo empleado en los Fiat/SEAT coetáneo. Fue la última aparición de este modelo, previa a la del SEAT 132.

## Motorizaciones

### Versión de gasolina de 1481 cc
El cuatro cilindros de 1481 cc y 72 CV DIN (código de motor 115), fue obra del prolífico ingeniero Aurelio Lampredi como parte del proyecto 116 del que nacería el Fiat 1300/1500. Con cigüeñal de tres apoyos, su diseño modular le permitía compartir carrera con el motor 116 de 1300cc (79.5 mm), variando únicamente el diámetro de los cilindros que también es compartido con los motores de seis cilindros, siendo de 77 mm para los motores de 2100 y 1500 cc (por 72 mm en los 1800 y 1300 cc). Rompe con la tradición italiana de las bajas cilindradas motivada por su legislación, estando diseñado desde el principio para alojarse en carrocerías medias. Por esta razón se trata de una mecánica muy compacta, siendo pese a su carrera larga más bajo incluso que el motor "supercuadrado" del 1400 (82 por 66 mm),lo que obligaba a instalar unos soportes en la cuna del puente de origen Fiat 1400 para elevar la mecánica.
La distribución se llevaba a cabo mediante un único árbol de levas montado en bloque, que sin embargo mediante un elaborado sistema de taqués, manda las válvulas que forman un diseño muy avanzado en V sobre la cámara de combustión hemisférica –diseño típico de Lampredi–.  La relación de compresión era 9:1. Tenía un carburador Bressel 28-36 DCD1 de doble cuerpo y estárter manual. La lubricación se realizaba mediante un circuito de aceite en el que se encontraba intercalado un segundo filtro centrífugo, esencial entonces para garantizar lubricación a altas revoluciones y la refrigeración del motor era también clásica mediante agua, que se enfriaba en un radiador sobre el que sopla un ventilador con embrague electromagnético que permitía variar la intensidad de ventilación y se ponía en funcionamiento automáticamente con un interruptor termostático.
La potencia era de 82 CV SAE (72 CV DIN) a 5.000 r.p. m., -elevada luego a 75 Cv gracias a las modificaciones realizadas por SEAT, distintas de las que Fiat hace a partir del 1500 C-, con un par motor de 11,7 Nm a 3.200 revoluciones por minuto.
Como curiosidad puede señalarse que este motor se siguió montando sin apenas variaciones hasta casi el año 2000 en el FSO Polonez cuya base mecánica era el Fiat 1500 C, lo que permite que tenga un buen número de elementos mecánicos intercambiables con los Fiat 1500 y Fiat 1500 L, y en menor medida con el SEAT 1500.

### Versiones diésel
El SEAT 1500 tuvo dos versiones diésel, denominadas comercialmente como SEAT 1800 D con el motor Mercedes-Benz OM 636 y SEAT 2000 D con el motor Mercedes-Benz OM 615, ambos de origen.

### Características técnicas

#### Caja de cambios
La caja de cambios manual con 4 velocidades sincronizadas, específica del nuevo motor procedía de los Fiat 1300/1500 con los que comparte relaciones de desmultiplicación: 
1.ª: 3,75:1
2.ª: 2,30:1
3.ª: 1,49:1
4.ª: 1:1
MA: 3,87.:1
El grupo cónico piñón/corona era distinto en el modelo SEAT (9/40 en lugar del 10/41 de los Fiat) 
Uno de sus rasgos más típicos era la palanca de cambio, situada en la columna de dirección. En las versiones reconvertidas a diésel, fue relativamente habitual acoplar una 5.ª velocidad que se suministraba en forma de "kit" para la caja de cambios original.

#### Transmisión
Empleaba una transmisión semi-hotchkiss, con muelles como elemento elástico, dos ballestas en semi-cantilever como brazos de empuje y reacción y barra panhard de guiado transversal 
.

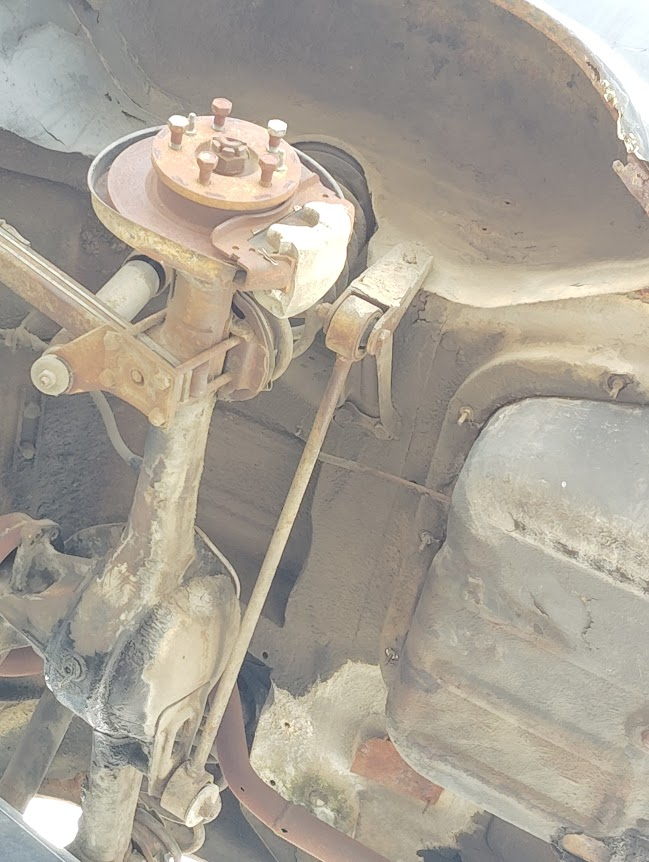
Puente trasero de Seat 1500, se aprecia la ausencia de brazos y tirantes de reacción y el inusual anclaje de la barra Panhard

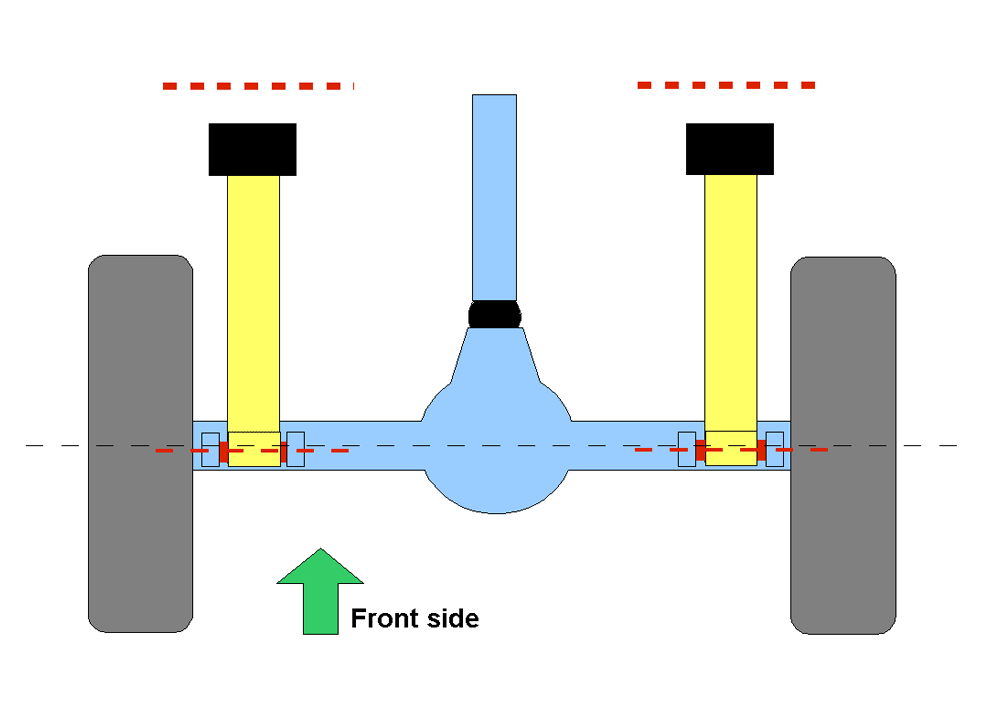
Transmisión hotchkiss con semiballestas de empuje y reacción en cantilever

Las transmisiones hotchkiss, a diferencia del viejo sistema por tubo de empuje -empleado entonces aún por el Peugeot 404 y algunos modelos norteamericanos-, utilizaban las ballestas de la suspensión para transmitir el par final de empuje de las ruedas al chasis. Gracias a esta característica el sistema había logrado una extraordinaria popularidad, pues únicamente requería un sencillo eje rígido con el diferencial embutido, su característico árbol de transmisión telescópico y articulado  y un juego de ballestas que aparte de resorte actuaban también como brazos portantes , guiando el puente tanto en sentido longitudinal como transversal, controlando mediante su retorcimiento las reacciones de par , e incluso proporcionando cierto control antibalanceo.
Sin embargo, cuando se utilizaban muelles esta ventaja constructiva desaparecía, necesitándose una serie de conexiones mecánicas -o brazos- para realizar todas estas funciones, dando lugar a las llamadas transmisiones "semi-hotchkiss" con muelles y tres, cuatro o cinco brazos . En el tipo 112 original Fiat mantuvo el sistema de brazos flexibles de origen Cisitalia popularizado por el Fiat 1400/1900, pionero en la introducción de la suspensión trasera por muelles. Frente a otros sistemas se caracterizaba por su simplicidad, pues empleaba dos ballestas cuartoelípticas como brazos flexibles, unidos sólidamente al puente en voladizo  formando un conjunto en “U” deformable que basculaba sobre silentblocks alojados en los ojos de las ballestas, a través de los que se transmitía el empuje. El anclaje rígido de las semiballestas permitía prescindir tanto de barra estabilizadora como de tirantes de reacción, pues las ballestas actuaban como estabilizadoras en combinación con el propio puente y controlaban mediante su retorcimiento las reacciones de par, mientras que en empuje su constitución flexible filtraba ruidos y vibraciones. Completaba el sistema un "tercer brazo" de guiado transversal, en este caso una barra Panhard en lugar de la doble barra de anclaje deformable  de los 1400/1900.
Por su parte, el árbol característico del sistema estaba dividido en dos partes para reducir el volumen del túnel de la transmisión. Estaban apoyadas en un cojinete sujeto al chasis mediante un silentblock, con la primera sección acoplada a la caja de cambios mediante un flector que proporcionaba el juego telescópico y las dos juntas cardánicas en el tronco posterior.
El objetivo del sistema era conjugar las ventajas de los sistemas hotchkiss con ballestas en cuanto a simplicidad constructiva y contención de masa no suspendida con los avances en recorrido y precisión de suspensión proporcionados por los muelles, características que habían hecho famoso al 1400 por su proverbial confort y buen comportamiento. Sin embargo, al adaptarse al nuevo tipo el sistema se enfrentó a carencias de diseño que se hacían más patentes a medida que se escalaban las potencias. Por un lado la barra Panhard estaba inclinada y era sorprendentemente corta al ir anclada junto al diferencial -en lugar de en un extremo del puente como es habitual para disminuir sus efectos adversos-, dando como resultado unas sacudidas laterales muy molestas. Por otro lado las semiballestas que tan buen resultado habían dado en el liviano 1400, no podían evitar rebotes en frenada y aceleración con la voluminosa carrocería del 1800/2100, mucho más pesado y rápido. Los alojamientos de los muelles además restaban espacio en el maletero, lo que se notaba especialmente en la versión familiar. 
Fiat superó los problemas con los cambios aplicados al chasis con los 1800 B a partir de 1961, adoptando una suspensión por ballestas semielípticas y transmisión hotchkiss convencional más compacta , que nunca se utilizaría en la variante SEAT.

#### Suspensión
La suspensión del 1500, idéntica a la del 1400 C salvo en los soportes del motor, se mantuvo sin cambios a lo largo de toda su fabricación y supone la más notable diferencia respecto de los modelos Fiat.
Delante montaba el tren completo, adaptado a la nueva carrocería y posteriormente al nuevo motor, del antiguo Seat 1400 B tipo 101, con el que comparte gran parte de los componentes.
El sistema, completamente distinto del Fiat 1800/2100 en todas sus series, empleaba la estructura de triángulos superpuestos formando trapecio deformable que había estrenado el tipo 101 por primera vez en Fiat y que se mantendría en prácticamente toda la producción europea hasta la popularización del sistema MacPherson. Sin embargo prescindía de las barras de torsión como resorte del sofisticado 1800, empleado en su lugar los muelles helicoidales del 1400. Su procedencia y el hecho de emplear muelles helicoidales le proporcionaban gran recorrido y flexibilidad frente al puente con triángulos superpuestos y barras de torsión de los 1800, de tacto más refinado y con una dirección mucho más suave. Los amortiguadores eran hidráulicos telescópicos de doble efecto y montaba una barra de torsión anti-balanceo.
Atrás montó siempre el puente específico diseñado para el 1400 C, (similar al de los primitivos 1800/2100 pero con freno a la transmisión).
Se trataba de un sistema dependiente, mediante eje rígido con muelles helicoidales como resorte y amortiguadores hidráulicos telescópicos de doble efecto, evolución del sistema del 1400/1900 . Como aquellos, contaba con la particularidad de sustituir los brazos de empuje rígidos y articulados por unas ballestas cuartoelípticas en voladizo que le permitían prescindir de barra estabilizadora y de tirantes de reacción, contando a diferencia de en sus antecesores con una barra Panhard para guiar lateralmente el puente. La barra Panhard, muy corta, estaba anclada de modo poco convencional a la carcasa del diferencial, al estilo de los vehículos deportivos de la época, de modo que rebajaba el centro de balanceo a costa de aumentar notablemente la incómoda deriva lateral a lo largo del recorrido de la suspensión.
El sistema, abandonado por Fiat en 1961 con los 1800B/2300/1500L en favor de una suspensión convencional mediante ballestas semielípticas y barra estabilizadora, se mantuvo en el SEAT 1500 hasta el cese de producción del modelo.

#### Dirección
Dirección mediante tornillo sin fin y rodillo sin asistencia, el número de vueltas que había que dar al volante para desplazar las ruedas de uno a otro extremo era de 3,25, el diámetro de giro era de casi 11 metros. La caja de la dirección original del 1400 C, distinta de los modelos italianos, varió con la segunda serie y fue mejorada notablemente en la tercera ganando algo de suavidad aunque siempre adoleció de exceso de dureza. La industria auxiliar -TDZ de Zaragoza- comercializó un sistema "de ayuda" mediante cilindro/distribuidor de fuerza para instalar a posteriori pero su adaptación no fue masiva.

#### Embrague
El embrague era un monodisco en seco mandado mediante sistema hidráulico.

#### Frenos
Los modelos iniciales llevaban los mismos tambores con que apareció el 1400 C siendo sustituidos en la segunda serie. En la tercera y bifaros pasaron a ser de disco en las cuatro ruedas con pinza oscilante y doble circuito, servofreno o bomba súper para los dos circuitos en los que no lo llevaban, y mecanismo compensador automático de frenada para las ruedas traseras. El freno de estacionamiento, herencia de los Fiat 1400, se encontraba en la transmisión antes del diferencial, simplificando así el diseño de los frenos posteriores. Fue una de las diferencias con los Fiat y uno de los puntos débiles del 1400 C y 1500.
Distancias de frenado:
5 m. a 40 km/h
14 m. a 60 km/h
28 m. a 80 km/h
35 m. a 100 km/h

#### Neumáticos
Los neumáticos eran de tipo 5,90s-14 e iban montados en llantas de perfil abierto de 14" x 4,5 k.

#### Comportamiento
Partía de un comportamiento básicamente subvirador, especialmente en las versiones diésel  sin que la escasa potencia disponible pusiese en apuros al puente trasero por lo que era difícil forzar el sobreviraje. 
Gracias al característico anclaje de la barra Panhard en la campana del diferencial se reducía el centro de balanceo a costa de aumentar notablemente la deriva lateral de la carrocería con respecto al puente, lo que provocaba molestas sacudidas sobre asfalto rizado, que sumadas a los rebotes del los ballestines al frenar invitaban a evitar cualquier veleidad deportiva .

#### Consumo
El consumo mixto del Seat 1500 era de 9,5 l/100 km. El promedio urbano subía a 12, 13 litros e incluso más. Debido al elevado consumo, muchos taxistas cambiaron el motor de gasolina por otro diésel Perkins o Matacás. Dado lo reducido del precio de la gasolina cuando empezó a producirse, su alto consumo no suponía un grave problema para sus compradores, normalmente de alto poder adquisitivo, pero la crisis del petróleo lo convirtió en un coche bastante caro.

#### Prestaciones
La velocidad máxima anunciada era de 140 km/h, unas prestaciones teóricas bastante buenas para la época, aunque en la práctica resultaban algo más limitadas.
El tiempo para recorrer un kilómetro con salida parada era de 43,7 segundos.
El tiempo para recorrer un kilómetro lanzado era de 24,3 segundos.

#### Interior

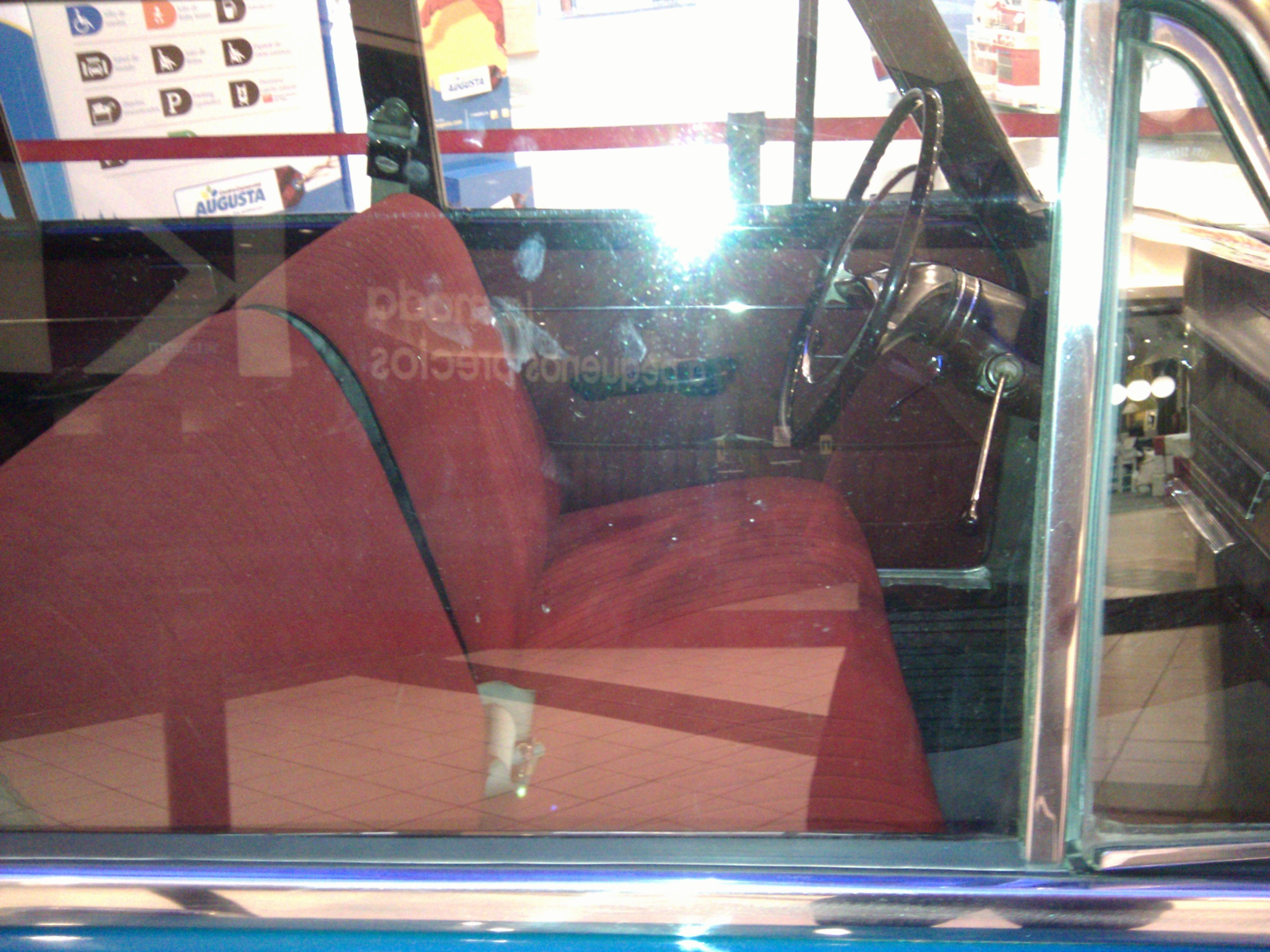
Interior de un SEAT 1500 bifaro.

El salpicadero, a partir del modelo de 1969, iba forrado en imitación de madera y en él ocupaban su posición correspondiente los tradicionales instrumentos: velocímetro de cinta retroiluminada al gusto de la época, cuentakilómetros, termómetro de agua, presión del aceite, nivel de gasolina en el depósito y luces testigo varias. Llevaba señalizadores de intermitentes independientes y llevaba preinstalación de radio.
El asiento delantero era corrido y permitía acomodar a 3 personas siendo un genuino seis plazas. Tenía el respaldo dividido en dos para que pudiera abatirse independientemente cada asiento. En el asiento trasero había un apoyabrazos escamoteable.
La guantera estaba dotada de cerradura.

#### Maletero
El maletero tenía 380 litros de capacidad y en su lateral derecho se encontraba situada la rueda de repuesto.
Los maleta cuadrada, con el restyling del 2300 Lusso, presentaban un maletero más cuadrado y de estética un tanto discutible.

#### Precio
El precio del vehículo en 1963 era notablemente elevado: 141.994 pesetas. Era un coche pensado para las clases acomodadas o los profesionales que podían obtenerlo con alguna ventaja fiscal. Se convirtió en el referente del coche de lujo en España durante muchos años, y solo el Dodge Dart podía superarlo dentro de la producción española.
Especificaciones 
|                  | Motores de gasolina | Motores diésel        | Motores diésel        |
| Modelo           | 1481 cc gasolina    | 1767 cc diésel OM 636 | 1988 cc diésel OM 615 |
| ---------------- | ------------------- | --------------------- | --------------------- |
| Caballos         | 72 CV               | 46 CV                 | 55 CV                 |
| Peso             | 1210 kg             | 1250 kg               | 1250 kg               |
| Velocidad máxima | 140 km/h            | 103 km/h              | 130 km/h              |
| Consumo          | 9,5 L/100 km        | 6,8 L/100 km          | 8,2 L/100 km          |

## Variantes y producción

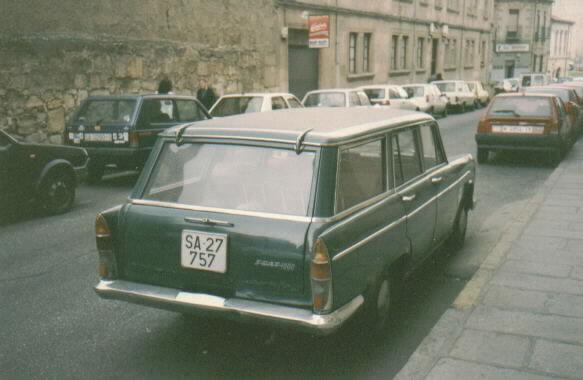
Vista posterior de un SEAT 1500 familiar.

En 1964 se lanzó la versión 1500 Familiar, con la carrocería del 1400 C Familiar y Fiat 1800 Giardinetta, en 1969 recibe como la berlina la carrocería del 2300 Familiare (frontal bifaro y el techo acanalado). Era una ranchera espaciosa, destinada a las familias numerosas que pudiesen costearse su elevado precio. Como la versión original Fiat estaba muy influenciado por los wagon americanos enfocados al uso lúdico y no al industrial, incorporaba un portón trasero de doble hoja con la luna ascendente y la chapa descendente, muy cómodo para cargar el coche en una utilización familiar porque permitía apoyar pequeños pesos o acceder al maletero. La suspensión trasera obligaba a un fondo bastante alto, –12 cm más que en los Fiat 1800 B familiares– quedando delante un hueco más bajo tras el asiento trasero, que el 1400 C y los primitivos Fiat 1800 utilizaban para guardar la rueda de repuesto, y que en el 1500 se usaba para guardar un asiento auxiliar para niños que quedaba oculto, con la rueda de repuesto en un lateral del maletero. A pesar de estas connotaciones tan turísticas, en España, dado lo limitado del parque automovilístico fueron muy utilizados para aplicaciones comerciales (ambulancias y furgones sin apenas transformación), así como en versiones distintas (ambulancias y furgones sin puertas traseras, pick-ups, coches fúnebres, o transformaciones sobre autobastidores).
En 1972, cuando el SEAT 1500 fue sustituido por el SEAT 132, se habían construido 134.766 unidades en 8 versiones diferentes: 1500 Lujo, 1500 Normal, 1500 Familiar, 1800 y 2000 diésel, 1500 Furgoneta, 1500 Pick-Up, 1500 Ambulancia.
Los códigos de chasis fueron los mismos para todas las series con carrocería tipo Fiat 1800 –conocidos como "monofaro"–: CA –lujo–, CE-normal-, CJ –familiar–, MC –diésel mercedes (berlina, familiar, pick up o furgón)–, CF –Furgón/pick up/fúnebre–, CR –autobastidores sin acabar para el Parque Móvil Ministerial– y CU –autobastidores acabados–.
Los códigos de chasis de la carrocería tipo Fiat 2300 "bifaro" fueron CB –berlina–, CD –familiar–, MB –diésel mercedes (berlina, familiar, pick-up o furgón, 1800 o 2000)–, CG –fúnebre–, CU y CR –autobastidores–.
Producción 
| 1963 | 1964 | 1965   | 1966   | 1967   | 1968   | 1969   | 1970   | 1971 | 1972 | Total   |
| ---- | ---- | ------ | ------ | ------ | ------ | ------ | ------ | ---- | ---- | ------- |
| 1252 | 8297 | 24 442 | 26 974 | 24 016 | 11 510 | 16 173 | 11 982 | 6557 | 3843 | 134 766 |